# One More Try
One More Try – czwarty singel, promujący debiutancki album George’a Michaela. Został wydany 11 kwietnia 1988 roku. Piosenka okazała się trzecim numerem jeden na amerykańskiej liście przebojów, pochodzącym z płyty Faith.
Piosenka opowiada o młodym mężczyźnie, który waha się, czy wejść w nowy związek, ponieważ jest zraniony poprzednimi. Ze względu na tempo i długość One More Try jest balladą miłosną i zarazem jednym z ulubionych utworów fanów na koncertach.

## Lista utworów

### One More Try(Maxi CD)
1. One More Try (album version) – 5:50
2. Look at Your Hands – 4:36